# Danserindens Kærlighed
Danserindens Kærlighed er en amerikansk stumfilm fra 1918 af Léonce Perret.

## Medvirkende
- Rita Jolivet - Rita Heriot
- Hamilton Revelle - Harry Winslow
- L. Rogers Lytton - Von Bergen
- Kate Blancke - Heriot
- Clifford Saum - Fritz Muller